# Gillis van Tilborgh

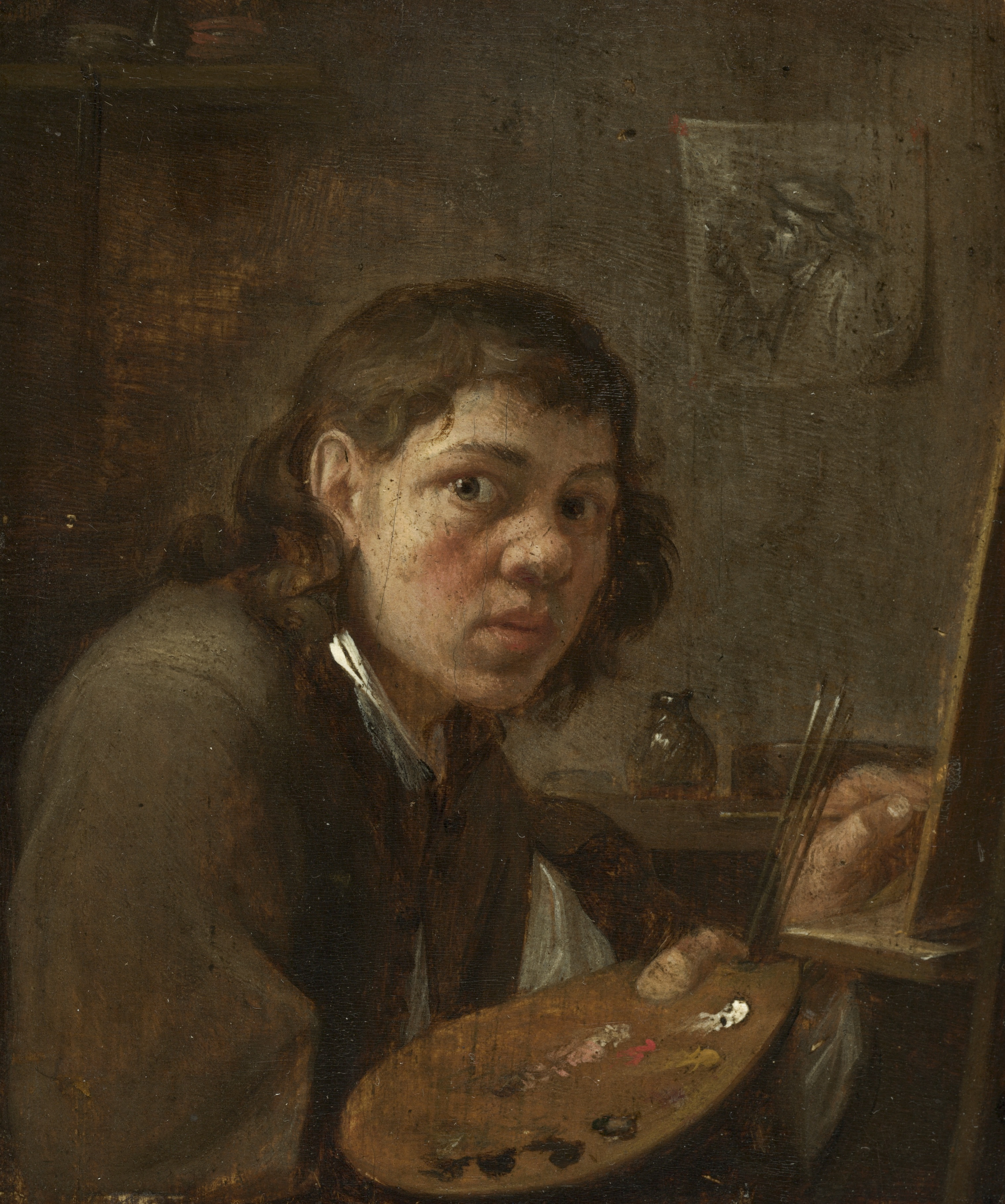
Zelfportret, Gillis van Tilborgh

Gillis van Tilborgh, ook gespeld als Tilborch (Brussel, ca. 1625 – aldaar, ca. 1678) was een Vlaamse barokschilder, die in verschillende genres werkte waaronder portretten, genreschilderijen van de 'lagere klassen', genreschilderijen met meer elegante onderwerpen en schilderijen van kunstgalerijen. Hij werd de beheerder van de schilderijencollectie van de gouverneur van de Habsburgse Nederlanden en reisde naar Engeland waar hij groepsportretten schilderde.

## Leven
Gillis van Tilborgh werd waarschijnlijk in Brussel geboren. Hij zou eerst hebben gestudeerd bij zijn vader Gillis van Tilborgh de Oude en daarna bij David Teniers II. Hij werd in 1654 lid van het Brusselse Sint-Lucasgilde.  In 1663 was hij deken van het gilde.
Hij werd in 1666 aangesteld als beheerder van de schilderijencollectie van het hof van de gouverneur en het kasteel van Tervuren, de residentie van de gouverneur van de Habsburgse Nederlanden. Zijn vermoedelijke meester David Teniers de Jonge had eerder dezelfde functie bekleed voor aartshertog Leopold Wilhelm, de kunstminnende gouverneur van de Habsburgse Nederlanden.
Van Tilborgh is bekend dat hij in Brussel een omvangrijke werkplaats had, maar geen van zijn leerlingen of assistenten is geïdentificeerd.  Rond 1670 verbleef hij in Engeland waar hij in 1671 de Tichborne Dole schilderde, een liefdadigheidsfestival in de stad Tichborne.
De datum en plaats van zijn dood zijn niet bekend, maar het was waarschijnlijk rond 1678 in Brvussel.

## Werken

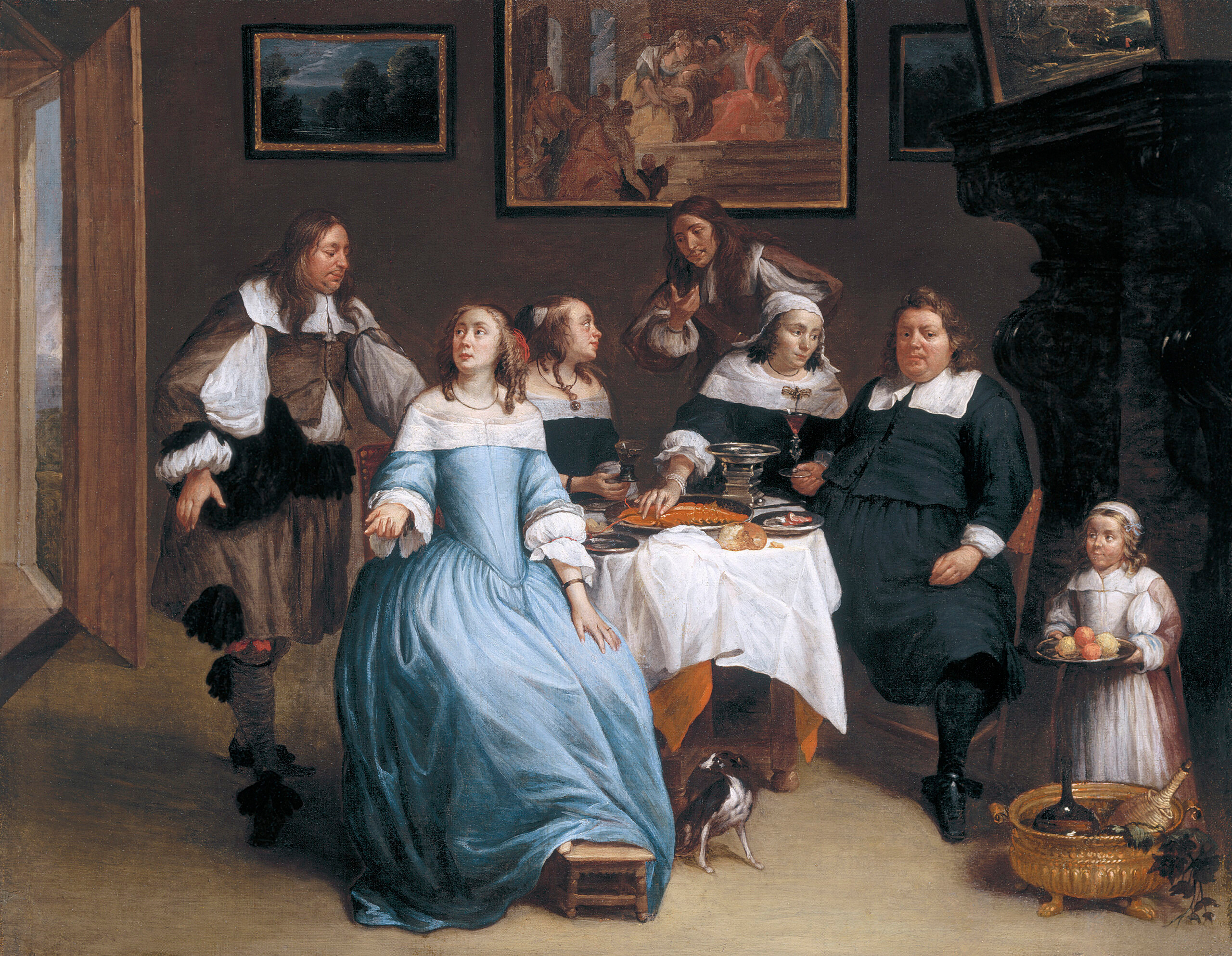
Elegant gezelschap

De werken van Gillis van Tilborgh worden gedateerd van 1650 tot 1671. Hij signeerde meestal met het monogram 'TB'. Het scala van zijn onderwerpen is even divers als dat van zijn vermoedelijke meester David Teniers de Jonge. Het omvat portretten, groepsportretten, herbergscènes, dorpsfeesten, vrolijke gezelschappen, schilderijengalerijen en wachtkamerscènes. Hij stond bekend om zijn harmonieuze palet, exacte tekening en compositorische vaardigheden.

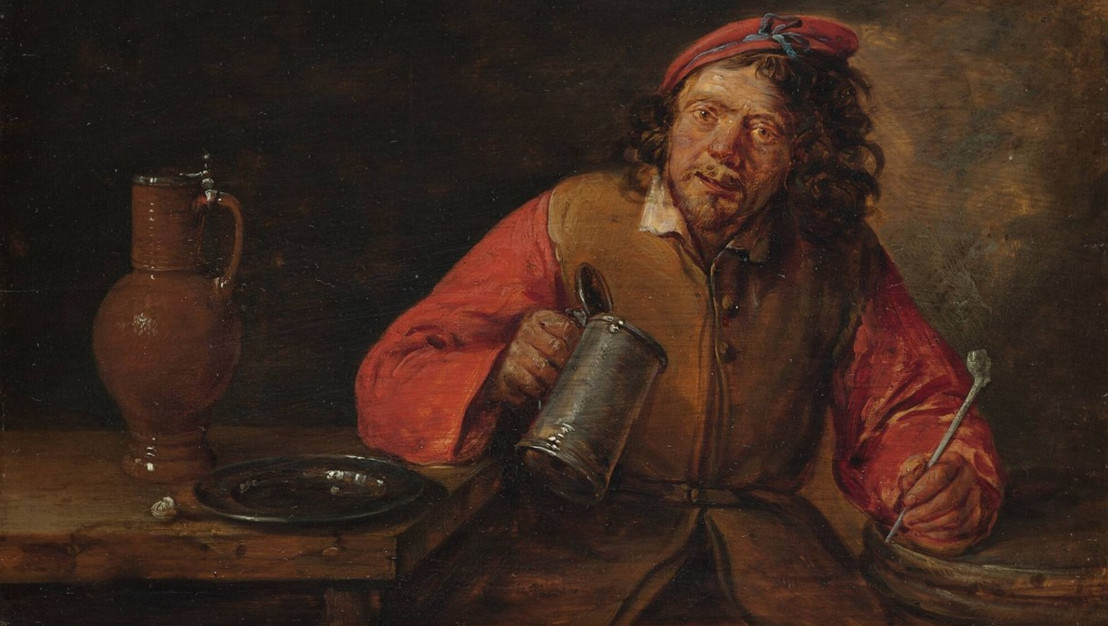
De drinker

In zijn herbergscènes toont hij zich een nauwe volgeling van Adriaen Brouwer, net als David Ryckaert III en Joos van Craesbeeck. Dit is duidelijk zichtbaar in zijn werk De drinker (Museum Boijmans Van Beuningen).
Zijn dorpsgezichten volgen de stijl van de volwassen periode van David Teniers de Jonge. In die periode was Teniers afgestapt van de traditionele voorstellingen van boeren als onbeschaafde lomperiken naar een meer geïdealiseerde en verheven perceptie van boeren en het dorpsleven.
Zijn portretten van lieden uit de hogere standen lijken op die van Gonzales Coques. Hij maakte schilderijen van kunstgalerijen zoals het Interieur van een schilderijengalerij met de kunstenaar en zijn opdrachtgevers, dat wordt bewaard in het Spencer Museum of Art van de universiteit van Kansas in de Verenigde Staten. Dit doek geeft de relatie weer tussen kunstenaars en hun opdrachtgevers.
Van hem zijn ook doeken die het boerenleven documenteren, met scènes van huwelijken, drinkgelagen, vechtpartijen en dergelijke. Die werken tonen veel overeenkomst met de stijl van Joos van Craesbeeck.